# أرشيف ملصق فلسطين
أرشيف ملصقات فلسطين (بالإنجليزية: Palestine Poster Project Archives) هو أرشيف لملصقات فلسطين (PPPA)، تأسست كوسيلة لجمع وعرض مجموعة واسعة من الأعمال الرقمية في هذا النوع من الملصقات. هذا النوع من الملصقات الفلسطينية عمره أكثر من قرن وزيادة. يستمر أرشيف مشروع ملصق فلسطين في التوسع كأكبر مجموعة على الإنترنت من هذه الملصقات.
أنشئَت غالبية الأعمال المدرجة في هذه الأرشيف من قبل الفنانين الفلسطينيين، على الرغم من أن المجموعة تضم أيضًا العديد من الأعمال التي أنشأها فنانون دوليون وصهاينة وإسرائيليون. ويوجد حالياً أكثر من 8,600 ملصق أنشأها ما لا يقل عن 1750 فناناً متاحاً على موقع أرشيف مشروع الملصقات الفلسطيني للعرض العام.

## خلفية
كمتطوع في فيلق السلام في المغرب خلال سبعينيات القرن العشرين، بدأ دان والش هواية لجمع الملصقات الفلسطينية، والتي تعامل معظمها مع موضوع القومية. تلقى والش في البداية دعما من الدكتور إدوارد سعيد من خلال المؤسسة الأمريكية الفلسطينية للتعليم لتحويل هوايته إلى أرشيف عام. في أوائل عام 2000، أسس والش أرشيف مشروع ملصق فلسطين، وهي قاعدة بيانات عامة على الإنترنت يتم تحديثها بشكل متكرر. وهو يواصل جمع وتوثيق وأرشفة الملصقات الفلسطينية من جميع أنحاء العالم اليوم.
كان أرشيف مشروع الملصق الفلسطيني عنصرا رئيسيا في أطروحة والش كطالب في برنامج ماجستير الآداب في الدراسات العربية بجامعة جورجتاون في مركز الدراسات العربية المعاصرة. أنشئت قاعدة البيانات هذه في الأصل للمؤرخين والمعلمين ودعاة الدبلوماسية العامة.

## تعريف
يعود تاريخ نوع الملصقات الفلسطينية إلى أواخر القرن التاسع عشر. يستلزم أرشيف مشروع ملصق فلسطين أن الملصق الذي يحتوي على أي من العناصر التالية يمكن تصنيفه على أنه "ملصق فلسطيني":
- أي ملصق يحمل كلمة "فلسطين"، بأي لغة، من أي مصدر أو فترة زمنية.
- أي ملصق تم إنشاؤه أو نشره من قبل أي فنان أو وكالة تدعي الجنسية الفلسطينية أو المشاركة الفلسطينية.
- أي ملصق ينشر في المنطقة الجغرافية لفلسطين التاريخية، في أي مرحلة من التاريخ، بما في ذلك إسرائيل المعاصرة.
- أي ملصق ينشره أي مصدر ويتعلق مباشرة بتاريخ فلسطين الاجتماعي أو الثقافي أو السياسي أو العسكري أو الاقتصادي.
- أي ملصق يتعلق بالصهيونية أو معاداة الصهيونية بأي لغة، ومن أي مصدر، نشر بعد 31 أغسطس 1897.[8]

## السياق التاريخي
بعض الملصقات الأولى التي أنتجت عن فلسطين صنعتها شركات سياحية في أواخر القرن التاسع عشر. في تسعينيات القرن التاسع عشر، بدأت الجماعات الصهيونية في صنع ملصقات تشجع الجماعات اليهودية على الهجرة إلى فلسطين التاريخية وتحث على الدعم الدولي لدولة يهودية. في عام 1897، في المؤتمر الصهيوني الأول في سويسرا، قرر الحاضرون اعتماد إنتاج الملصقات كمورد مهم للتواصل ونشر المعلومات. استمر الإنتاج المكثف للملصقات الصهيونية لمدة خمسين عاما تقريبا ، وبعد ذلك تضاءل.
عندما عانى الفلسطينيون من النزوح الجماعي والنفي في عام 1948، وهي سلسلة من الأحداث المشار إليها باسم الهجرة الفلسطينية عام 1948، والمعروفة باسم النكبة، بدأ بعض الفنانين البارزين في مصر وسوريا ودول عربية أخرى في إنتاج ملصقات للتعبير عن الدعمهم لدولة فلسطين. وفقا لدان والش، مؤسس أرشيف مشروع الملصقات الفلسطينية، نتيجة لمعركة الكرامة (الأردن) في عام 1968، بدأت منظمة التحرير الفلسطينية في النظر بجدية أكبر في أهمية التضامن الدولي وإنتاج المعلومات ونشرها.
دعمت منظمة التحرير الفلسطينية نمطا معينا من الفنون البصرية الفلسطينية، مما أدى إلى ظهور فن النشرات واللوحات الوطنية التي استخدمت الصور والرموز والشعارات الأيقونية للنضال الفلسطيني. كان ينظر إلى الملصق الفلسطيني على أنه وسيلة مفيدة بشكل خاص لتوليد التضامن وتمثيل الروايات وحتى التوسط في الخلافات الداخلية في المجتمع الفلسطيني. بحلول أواخر ستينيات القرن العشرين وأوائل سبعينيات القرن العشرين، كان إنتاج الملصقات الوطنية الفلسطينية غزير الإنتاج.
حتى عام 1990، كان هناك عدد قليل من المؤسسات المهنية الكبرى أو مساحات المعارض المتاحة لعرض الأعمال في قطاع غزة والضفة الغربية :74 لذلك، غالبا ما توضع ملصقات الفنانين في المدارس وقاعات المدينة ومكاتب النقابات والمكتبات العامة وغيرها من الأماكن العامة المشتركة. وأوضح الفنان مارك رودين: "كان لا بد من تصميم الملصقات ليتم تعليقها في مخيمات اللاجئين، في أزقتها الضيقة، في المنازل الفلسطينية. ولكن كان من المقرر استخدامها أيضا في حملات إعلامية في الخارج". صمم الفنانون ملصقاتهم لتكون ممتعة من الناحية الجمالية وذات مغزى، وفي كثير من الحالات، تواصلية لكل من الجمهور الفلسطيني والجمهور الدولي. عُرضت العديد من الملصقات الوطنية الفلسطينية ليس فقط في الأماكن العامة في البلدات والمدن الفلسطينية، ولكن أيضا في المساحات الحضرية الرئيسية والعواصم في جميع أنحاء العالم العربي وأوروبا.
كان توثيق تطور نوع الملصقات الوطنية الفلسطينية مجزأ، وفي بعض الأحيان توقف بعنف، في منتصف وأواخر القرن العشرين. كان عز الدين كلك، ممثل منظمة التحرير الفلسطينية في فرنسا، يجمع مئات الملصقات والبطاقات البريدية لكتاب عن أهمية الملصقات الفلسطينية عندما اغتالته وكالة الاستخبارات الوطنية الإسرائيلية (الموساد) في عام 1978. لم يكتمل مشروع كلك أو ينشر قط.
يواصل فنانو الملصقات الفلسطينيون المساهمة بأعمالهم في هذا النوع المتنامي اليوم. غالبية الملصقات المعروضة في أرشيف مشروع ملصق فلسطين مطبوعة في الأصل على الورق. من ستينيات القرن العشرين إلى منتصف تسعينيات القرن العشرين، طبعت معظم ملصقات فلسطين في مكان واحد ثم وزعت في جميع أنحاء العالم. أدت زيادة الوصول إلى الإنترنت في العالم العربي والعالم، جنبا إلى جنب مع ارتفاع تكاليف إنتاج الطباعة بشكل جماعي، إلى قيام العديد من فناني الملصقات الفلسطينيين بتوطين عمليات الطباعة بدلا من استخدام شركات الطباعة الكبيرة والمركزية. يتم إنشاء عدد متزايد من ملصقات فلسطين الجديدة رقميا ثم طباعتها وتوزيعها محليا.

## تنظيم الملصقات
تنظم أعمال أرشيف ملصقات فلسطين تحت تصنيفات فرعية مختلفة لتسهيل بحث المستخدم. تشمل "التصنيفات الخاصة" قسما بعنوان "الفنانون والمجموعات" حيث تُجمع بعض أعمال الفنانين الأكثر إنتاجا. تشمل الأقسام الأخرى تحت عنوان "التصنيفات الخاصة" "المعارض والكتالوجات"؛ "شخصيات ومواضيع تاريخية؛" "الناشرون السياسيون والثقافيون والاجتماعيون" و "المتاحف والمكتبات والمجموعات الخاصة والجامعات ودور المحفوظات".
يحتوي أرشيف ملصقات فلسطين أيضًا على قسم بعنوان "الأيقونات" يتم بموجبه تصنيف 40 نوعًا من الصور والرموز والتمثيل المتكرر. بعض هذه التصانيف تشمل "امرأة/أنثى" و"حجر" و"علم فلسطين" و"زيتون/أشجار/أغصان".

## الفنانين
وفقا لوالش، يمكن تقسيم الأعمال الواردة في أرشيف مشروع الملصق الفلسطيني إلى أربعة "منابع" أو أصول رئيسية: فنانون ووكالات إسرائيلية وصهيونية، وفنانون ووكالات وطنية فلسطينية، وفنانون ووكالات مسلمة وعربية، وفنانون ووكالات دولية.
بعض الفنانين الذين ظهروا في أرشيف مشروع ملصق فلسطين ليسوا فلسطينيين أو يهود أو إسرائيليين من حيث الأصل. يحتفظ أرشيف مشروع ملصق فلسطين حاليا بملصقات صنعها فنانون من أكثر من 55 دولة. على سبيل المثال، عمل مارك رودين، وهو فنان سويسري المولد من أصل عربي أو فلسطيني، كفنان جرافيك لمنظمة التحرير الفلسطينية بين عامي 1980 و1991. خلال ذلك الوقت، كان يحمل الاسم المستعار جهاد منصور. أنتج رودين ما يقرب من 200 ملصق عن فلسطين وعمل بشكل وثيق مع الجبهة الشعبية لتحرير فلسطين في سوريا ولبنان والضفة الغربية.
بعض فناني الملصقات الفلسطينيين هم عرب من حيث النسب، لكنهم ليسوا فلسطينيين. على سبيل المثال، كان الفنان برهان كركوتلي سوري المولد وأنشأ العديد من الملصقات لمنظمة التحرير الفلسطينية خلال سبعينيات القرن العشرين. نظرا لالتزامه وفهمه للقضية الفلسطينية، اعتبر كركوتلي أحد "الفنانين الفلسطينيين" الرائدين في عصره.

## الاستخدامات
دان والش، مؤسس أرشيف مشروع ملصق فلسطين، تصور في الأصل أن الأرشيف سيكون مفيدا لمعلمي المدارس الثانوية الأمريكية الذين يدرسون تاريخ الصراع الإسرائيلي الفلسطيني. يمكن دمج المحفوظات في مناهج الأنثروبولوجيا البصرية وتاريخ الفن والدراسات الإعلامية والتصميم الجرافيكي ومجموعة متنوعة من الموضوعات الأخرى. وقال دان والش في مقابلة مع صحيفة الأخبار الإنجليزية: "هناك روايتان مقدمتان على موقعي، القومية الفلسطينية والصهيونية السياسية، ولم يتم وضعهما معا مثل هذا من قبل".
يوفر أرشيف مشروع الملصق الفلسطيني بعض السياق حول إنتاج كل ملصق، والذي يتضمن عادة تاريخ طباعته، والمنظمة التي تكلفت به ، واسم الفنان. في بعض الأحيان يتم أيضا تضمين معلومات حول أبعاد الملصق (الحجم) والوسيط. تمت ترجمة العديد من الملصقات التي تحتوي على نصوص عربية وعبرية إلى اللغة الإنجليزية.

## العروض
في يونيو 2012، رعى مركز الأبحاث الفلسطيني الأمريكي (PARC) دان والش لتقديم أرشيف مشروع ملصق فلسطين في مدن في جميع أنحاء الضفة الغربية. كانت هذه هي المرة الأولى التي يتم فيها تقديم أرشيف مشروع ملصق فلسطين رسميا في فلسطين، على الرغم من أن والش ظهر في العديد من وسائل الإعلام وألقى محاضرات للترويج لمشروع ملصق فلسطين في مواقع مختلفة في الولايات المتحدة.
قدم والش أرشيف مشروع ملصق فلسطين في الأماكن والمواقع التالية خلال جولته لعام 2012:
- 7 حزيران (بيت لحم) دار الندوة
- 9 حزيران (جنين) مسرح الحرية
- 11 حزيران (رام الله) مركز السكاكيني الثقافي
- 13 حزيران (القدس) مركز جامعة القدس لدراسات القدس
- 14 حزيران (نابلس) جامعة النجاح
- 15 حزيران (حيفا) الورشة
- 17 حزيران (طولكرم) دار قنديل
- 18 حزيران (بيرزيت) متحف جامعة بيرزيت للفنون والإثنوغرافيا
- 21 يونيو (الفرح، نابلس) ورشة عمل حول مخيم اللاجئين مع أطفال المخيم الصيفي
- 22 حزيران/يونيو بلدية رام الله ومؤسسة الدراسات الفلسطينية (ورشة عمل)
- 27 حزيران (رام الله) الأكاديمية الدولية للفنون

## قراءة معمقة
- Article in the New York Times entitled "Outcry Shuts Palestinian Poster Show at U.N."
- Article in Utne Reader entitled "Exhibition Denied," written by Karen Olsen
- Presentation by Dan Walsh entitled "The Palestine Poster: A Pixel Is Worth A Thousand Verbs." Delivered at Columbia University's Center for Palestine Studies in December 2010